# Holden Vectra
Holden Vectra var en mellem 1997 og 2006 af den australske bilfabrikant Holden, et mærke i General Motors-koncernen, bygget stor mellemklassebil.
Den i tre forskellige generationer byggede Vectra var bortset fra få mindre detaljer identisk med Opel Vectra B hhv. C og blev i 2006 afløst af Holden Epica, en søstermodel til Chevrolet Epica.
- 1997−1998: JR Vectra (identisk med Opel Vectra B)
- 1998−2002: JS Vectra (identisk med Opel Vectra B)
- 2002−2006: ZC Vectra (identisk med Opel Vectra C)

Holden Vectra blev ikke importeret fra Europa, men bygget i Australien. Frem til og med 2000 blev der bygget 21.687 eksemplarer af bilen.

## Billeder
- Holden JR Vectra GL (1997-1998)
- Holden JS Vectra CD (1998-1999)
- Holden ZC Vectra CDX (2005)